# Liste der Baudenkmale in Waipawa
Die Liste der Baudenkmale in Waipawa umfasst alle vom New Zealand Historic Places Trust (NZHPT) als „Historic Place“ oder „Historic Area“ eingestuften Baudenkmale und Flächendenkmale der neuseeländischen Ortschaft Waipawa. Die Angaben stammen aus dem Register des NZHPT. Die Bezeichnungen der Baudenkmale orientieren sich an diesem Register. In die Liste werden auch bekannte Wahi Tapu (Area), kulturell und religiös bedeutsame Stätten und Gebiete der Māori, aufgenommen. Sie werden jedoch meist nicht publiziert.

| Bild | Bezeichnung                    | Ort     | Anschrift                                     | Beschreibung                                          | Bauzeit   | Eintrag           | Nummer | Kat. |
| ---- | ------------------------------ | ------- | --------------------------------------------- | ----------------------------------------------------- | --------- | ----------------- | ------ | ---- |
| BW   | Woolshed                       | Waipawa | 755 Clareinch Road Karte                      | Schafschurschuppen                                    | n.a.      | 7. April 1983     | 2760   | 2    |
| BW   | The Pines                      | Waipawa | 2 Rose Street und Ruataniwha Street Karte     | Wohnhaus                                              | n.a.      | 27. November 1986 | 4837   | 2    |
| BW   | Te Nakahi Parahi and Urupa     | Waipawa | 3 Marae Street, Tapairu Karte                 | Kirche                                                | 1899–1900 | 24. Juni 2005     | 7622   | 1    |
| BW   | House                          | Waipawa | 17 Rose Street Karte                          | Wohnhaus                                              | n.a.      | 27. November 1986 | 4839   | 2    |
| BW   | St Patrick's Church (Catholic) | Waipawa | Waverly Street Karte                          | Kirche, katholische                                   | n.a.      | 27. November 1986 | 4840   | 2    |
| BW   | Shops                          | Waipawa | Ruataniwha Street und Kenilworth Street Karte | Läden                                                 | n.a.      | 27. November 1986 | 4842   | 2    |
| BW   | Museum (Formerly BNZ)          | Waipawa | 23-25 High Street Karte                       | Frühere Filiale der Bank of New Zealand, heute Museum | n.a.      | 27. November 1986 | 4843   | 2    |
| BW   | Town Clock and War Memorial    | Waipawa | Great North Road Karte                        | Weltkriegsdenkmal/Uhrenturm                           | n.a.      | 27. November 1986 | 4844   | 2    |
| BW   | Abbotslee                      | Waipawa | Great North Road Karte                        | Wohnhaus                                              | n.a.      | 27. November 1986 | 4845   | 2    |
| BW   | St Peter's Church (Anglican)   | Waipawa | Kenilworth Street Karte                       | Kirche, anglikanische                                 | n.a.      | 27. November 1986 | 4872   | 2    |
| BW   | St Peter's Sunday School Hall  | Waipawa | Kenilworth Street Karte                       | Sonntagsschule                                        | n.a.      | 27. November 1986 | 4873   | 2    |
| BW   | St Peter's Lytchgate           | Waipawa | Kenilworth Street Karte                       | Torgebäude                                            | n.a.      | 27. November 1986 | 4874   | 2    |